# Marpissa bina
Marpissa bina là một loài nhện trong họ Salticidae.
Loài này thuộc chi Marpissa. Marpissa bina được Nicholas Marcellus Hentz miêu tả năm 1846.

## Hình ảnh

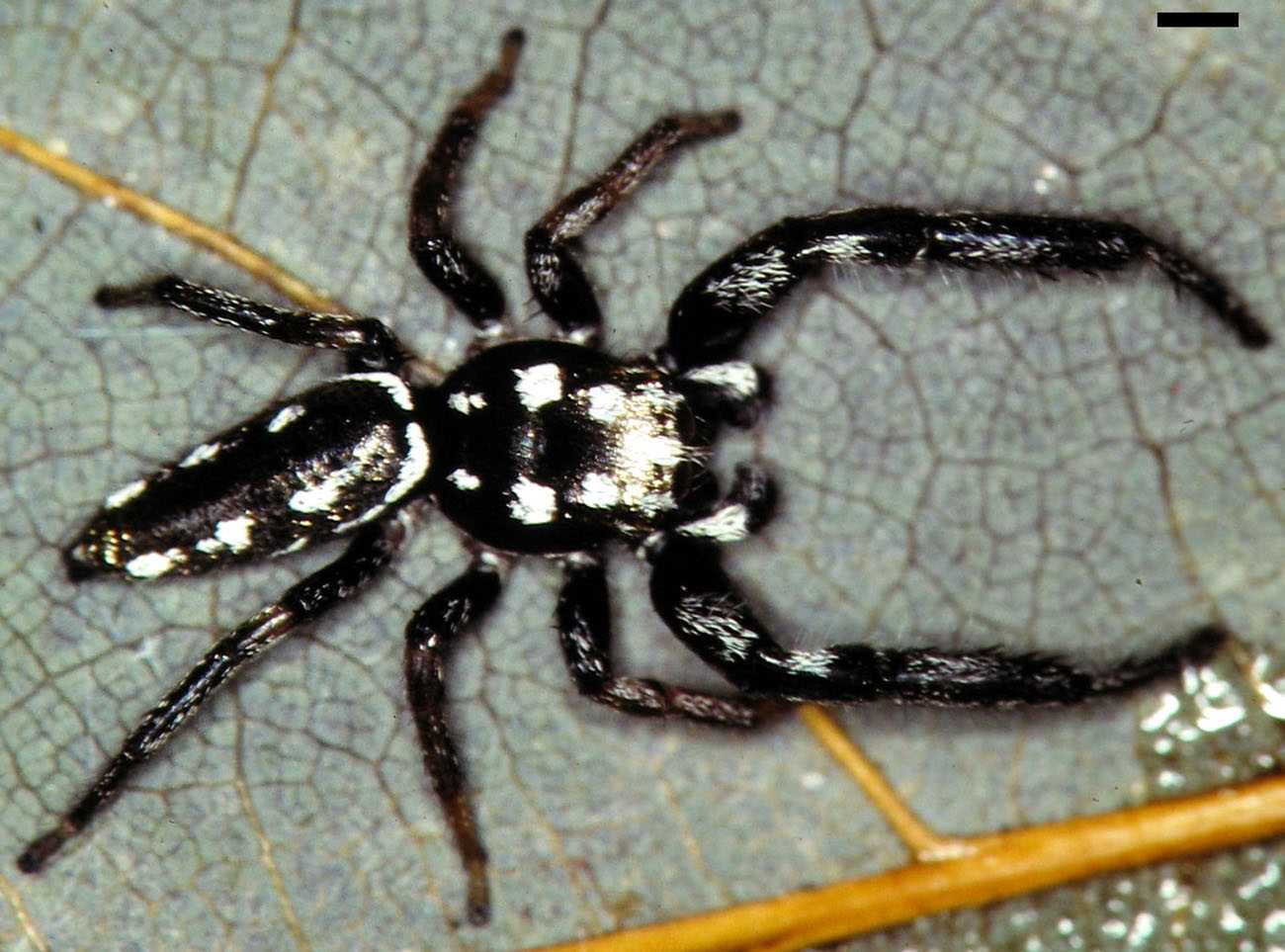